# Damdiny Süldbajar
Damdiny Süldbajar nebo Süldbajar Damdin (* 1. července 1981 Ulánbátar) je bývalý mongolský zápasník – judista, sambista, grappler.

## Sportovní kariéra
Narodil se v Ulánbátaru do rodiny známého mongolské zápasníka, stříbrného olympijského medailisty Damdina. V mongolské judistické a sambistické reprezentaci se prosazoval od roku 2001 v lehké váze do 73 kg. V roce 2004 se kvalifikoval na olympijské hry v Athénách, kde prohrál ve čtvrtfinále s Vitalijem Makarovem z Ruska. Sportovní kariéru ukončil v roce 2007.
Žije ve Spojených státech v Arlingtonu, kde se věnuje trenérské práci v místních zápasnických klubech.

## Výsledky
| Turnaj            | 2002       | 2003       | 2004       |  |
| Turnaj            | 21         | 22         | 23         |  |
| Turnaj            | lehká váha | lehká váha | lehká váha |  |
| ----------------- | ---------- | ---------- | ---------- |  |
| Olympijské hry    |            |            | úč.        |  |
| Mistrovství světa |            | úč.        |            |  |
| Asijské hry       | 5.         |            |            |  |
| Mistrovství Asie  |            | 3.         | úč.        |  |
| Univerziáda       |            | úč.        |            |  |